# Anne Oldfield
Anne Oldfield (Londra, 1683 – 1730) è stata un'attrice teatrale britannica.
Notata da George Farquhar nel recitare alcuni versi, fu scritturata da giovane al Drury Lane. Nel 1730 pubblicò le sue Memorie.